# Horst Jaedicke
Horst Jaedicke (* 1. März 1924 in Stuttgart; † 16. Mai 2010 in Chiavari, Italien) war ein deutscher Redakteur, Filmproduzent und Fernsehdirektor.

## Leben
Horst Jaedicke begann nach seinem Abitur im Jahre 1941 an der Universität München ein Studium der Kunst- und Theaterwissenschaft, das er bald darauf wegen der Einberufung zum Wehrdienst unterbrechen musste. Nach dem Krieg fand er eine Anstellung als Spielleiter an einem Theater in  Heidenheim. 1947 entschloss er sich, sein unterbrochenes Studium wieder aufzunehmen, wechselte aber schon bald zum Journalismus und gab das Studium ohne Abschluss auf. Er gehörte zu den frühesten Mitarbeitern von Radio Stuttgart, dem späteren Süddeutschen Rundfunk (SDR). Dort eröffnete er einen Platz für Korrespondenten für das erste deutsche Nachrichtenmagazin Der Spiegel und war von 1952 bis 1954 erster Redakteur der Nachrichtensendung Tagesschau in Hamburg. 
Später moderierte er das Ländermagazin Hessenschau im hr-fernsehen.
Danach kehrte er zum Süddeutschen Rundfunk zurück und war ab 1959 dessen Fernsehdirektor. Horst Jaedicke wirkte auch zusammen mit Bernd Eichinger als Filmproduzent bei Christiane F. – Wir Kinder vom Bahnhof Zoo sowie Die letzte Metro, wo François Truffaut Regie führte. Von 1968 bis 1975 war er nebenamtlich Koordinator der ARD für Fernsehspiele. Im Dezember 1977 wurde er in die ARD-Kommission für Investitionsplanung und Rationalisierung gewählt. Im Jahr 1984 gab er seine Tätigkeit als Fernsehdirektor des SDR aus gesundheitlichen Gründen auf. Ab März 2001 recherchierte er für sein Buch Tatort Tagesschau bei ARD-aktuell in Hamburg.